# Lacona (Nueva York)
Lacona es una villa ubicada en el condado de  Oswego en el estado estadounidense de Nueva York. En el año 2000 tenía una población de 590 habitantes y una densidad poblacional de 223 personas por km².

## Geografía
Lacona se encuentra ubicada en las coordenadas 43°38′38″N 76°4′7″O / 43.64389, -76.06861.

## Demografía
Según la Oficina del Censo en 2000 los ingresos medios por hogar en la localidad eran de $32,222, y los ingresos medios por familia eran $41,111. Los hombres tenían unos ingresos medios de $37,500 frente a los $27,955 para las mujeres. La renta per cápita para la localidad era de $16,418. Alrededor del 19% de la población estaban por debajo del umbral de pobreza.